# Pterocomma saliciphagum
Pterocomma saliciphagum är en insektsart som beskrevs av Chakrabarti och D. Das 2008. Pterocomma saliciphagum ingår i släktet Pterocomma och familjen långrörsbladlöss. Inga underarter finns listade i Catalogue of Life.